# Шајон
Шајон (фр. Chaillon) насеље је и општина у североисточној Француској у региону Лорена, у департману Меза која припада префектури Комерси.
По подацима из 2011. године у општини је живело 99 становника, а густина насељености је износила 8,58 становника/km². Општина се простире на површини од 11,54 km². Налази се на средњој надморској висини од 262 метара (максималној 393 m, а минималној 239 m).

## Демографија
| 1962. | 1968. | 1975. | 1982. | 1990. | 1999. | 2011. |
| ----- | ----- | ----- | ----- | ----- | ----- | ----- |
| 150   | 116   | 101   | 108   | 105   | 106   | 99    |

График промене броја становника у току последњих година